# Айеко, Томас
Томас Айеко (англ. Thomas Ayeko) — угандийский легкоатлет, который специализируется в беге на длинные дистанции. Серебряный призёр чемпионата мира по кроссу 2011 года среди юниоров. Бронзовый призёр чемпионата Африки среди юниоров на дистанциях 5000 метров — 13.40,04 и 10 000 метров — 28.27,54. На олимпийских играх 2012 года занял 16-е место в беге на 10 000 метров.
Серебряный призёр чемпионата Африки по кроссу 2014 года в командном первенстве.